# アトール (バンド)
アトール（Atoll）は、フランス出身のプログレッシブ・ロックバンド。
1972年に結成した、フレンチロック草創期から活動しているグループの一つ。1980年代初頭に一度解散したが、1987年クリスチャン・ベヤを中心に再始動。以降は主力メンバーが2派に分かれて独自に活動し、2018年に合流を果たした。

## メンバー
※2018年時点

### 現ラインナップ
- アンドレ・バルツァー (André Balzer) - ボーカル、パーカッション (1972–1981, 2018– )
- クリスチャン・ベヤ (Christian Beya) - ギター、ボーカル (1975–1981, 1987–1990, 2003, 2007–2008, 2018–  )
- ディディエ・ホフマン (Didier Hoffmann) - ドラムス (1976, 2018– )
- ミカエル・カーディ (Mikaël Kadi) - フルート (2018– )
- ジョー・コインブラ (Jo Coimbra) - ベース (2018– )
- アラン・チェリー (Alain Chery) - キーボード (2018– )

### 旧メンバー
- アラン・ゴッゾ (Alain Gozzo) - ドラムス (1972-1975, 1977-1981)
- リュック・セラ (Luc Serra) - ギター、キーボード、パーカッション、ボーカル (1972-1974)
- フランシス・ポール (Francis Paul) - ベース (1972-1973)
- パトリック・キフェール (Patrick Kiffer) - ベース (1973-1974)
- ミシェル・タイエ (Michel Taillet) - キーボード、パーカッション (1973-1981)
- ジャン＝リュック・ティヨ (Jean-Luc Thillot) - ベース (1974-1980)
- ジャン＝クロード・モネ (Jean-Claude Monet) - ギター (1974-1975)
- ローラン・ジャネ (Laurent Gianez) - サクソフォーン、フルート (1974-1975)
- ジョエル・ゲーヒン (Joëlle Géhin) - キーボード (1975)
- リチャード・オーベルト (Richard Aubert) - ヴァイオリン (1975-1976)
- ジャン＝ジャック・フレティ (Jean-Jacques Fléty) - ギター (1979-1981)
- ディディエ・ロサノ (Didier Lozano) - ベース (1980)
- ジョン・ウェットン (John Wetton) - ベース (1981)
- ラウール・レイニンガー (Raoul Leininger) - ボーカル (1987-1990, 2003)
- ジャン=ピエール・クラレス (Jean-Pierre Klarès) - ベース (1987-1990)
- ジャイルズ・ボナバウド (Gilles Bonnabaud) - ドラムス (1987-1990)
- ナタリー・ゲシル (Nathalie Geschir) - キーボード (1987-1990)
- パスカル・マイヤー (Pascal Meyer) - パーカッション (1989)
- Benoit Stasiaczyk - キーボード (2003)
- ミシェル・アルトマイヤー (Michel Altmayer) - ドラムス (2003)
- ヤニック・リズナー (Yannick Riznar) - ベース (2003)
- キャロライン・クロザ (Caroline Crozat) - ボーカル、コーラス (2003)

## ディスコグラフィ

### スタジオ・アルバム
- 『ミュージシャン・マジシャン』 - Musiciens magiciens (1974年)
- 『組曲「夢魔」』 - L'Araignée-Mal (1975年)
- 『サード・アルバム』 - Tertio (1977年)
- 『ロック・パズル』 - Rock puzzle (1979年)
- 『オーシャン』 -  L'Océan (1989年)
- 『大地の轟き』 - Illian - J'entends gronder la Terre (2003年)
- Illian - I Hear the Earth (2014年) - Chris Beya Atoll名義

### ライブ・アルバム
- 『ライブ・イン・ジャパン '89』 - Tokyo C'Est Fini (1994年)

## 備考補足
- 日本では、「フランスのイエス」と呼ばれることが多いが、「似ていない」とする声も少なからずあり、意見が分かれる。
- キング・クリムゾンやUKといったバンドのメンバーとして知られるジョン・ウェットンが、エイジア結成以前にアトールに参加した音源が残っており、4作目『ロック・パズル』がCD化された際にボーナス・トラックとして収録された。
- ボーカルのアンドレ・バルツァーは、後にヘヴィメタルバンド「Fisc」の初代ボーカリストとして、デビュー作『Tracker』に名を連ねている。また、2011年にはソロ・アルバム『Entre L'Alpha Et L'Oméga (Opus 1)』を発表している。
- 1989年の来日時、札幌公演での前座を勤めたバンド「プロビデンス」の、札幌でのスタジオ・レコーディングの一部にクリスチャン・ベヤが参加している。

## 来日公演
- 1989年
- 2015年 - André Balzer's Atoll名義
- 2018年[1]